# Talsperrenbetrieb Sachsen-Anhalt
Der Talsperrenbetrieb Sachsen-Anhalt ist der für Sachsen-Anhalt zuständige Wasserwirtschaftsbetrieb bzw. Wasserverband. Das Unternehmen entwickelte sich aus der Talsperrenmeisterei Bode (bis 1992) und der Talsperrenmeisterei des Landes Sachsen-Anhalt und firmiert seit 1999 als Talsperrenbetrieb und Anstalt des öffentlichen Rechts. Er beschäftigt zurzeit (Stand 2014) 64 Mitarbeiter. Hauptsitz ist Blankenburg (Harz).

## Aufgaben
Die Aufgaben des Talsperrenbetriebs Sachsen-Anhalt sind:
- Planung, Bau, Sanierung, Unterhaltung und Betrieb der Stauanlagen
- Hochwasserschutz und Niedrigwasseraufhöhung
- Rohwasserbereitstellung für Trinkwasseraufbereitung
- Gewässerschutz
- Wasserkraftpotenzialnutzung
- Stauanlagendokumentation

## Talsperren des Talsperrenbetriebs Sachsen-Anhalt
In Sachsen-Anhalt gibt es 32 Talsperren, die meisten davon im Harz.
Ihr Gesamtstauinhalt beträgt 191 Millionen Kubikmeter.
Dem Talsperrenbetrieb Sachsen-Anhalt unterstehen fast alle Talsperren in Sachsen-Anhalt:
| - Kunstteich Ballenstedt - Bergrat-Müller-Teich - Birnbaumteich - Bremer Teich - Erichsburger Teich - Frankenteich - Fürstenteich - Neuer Teich Gernrode - Rückhaltebecken Gleinaer Grund - Gondelteich Friedrichsbrunn - Mühlenteich Günthersberge - Hasselvorsperre - Mandelholztalsperre (Rückhaltebecken Kalte Bode) - Talsperre Kelbra - Kiliansteich - Kiliansteich Vorsperre | - Talsperre Königshütte - Muldestausee - Kunstteich Neudorf - Rappbodetalsperre (das Bauwerk ist die höchste Talsperre Deutschlands) - Rappbodevorsperre - Speicher Schladebach - Rückhaltebecken Schmon - Rückhaltebecken Schrote - Großer Siebersteinteich - Kleiner Siebersteinteich - Rückhaltebecken Stöbnitz - Teufelsteich - Speicher Wettelrode - Talsperre Wippra - Talsperre Zillierbach |

Daneben existiert das von Vattenfall betriebene Pumpspeicherwerk Wendefurth mit der Talsperre Wendefurth als Unterbecken und dem zugehörigen Oberbecken.